# Петра Шнайдер
Петра Шнайдер  (нім. Petra Schneider, 11 січня 1963) — німецька плавчиня, олімпійська чемпіонка.

## Виступи на Олімпіадах
| Олімпіада   | Дисципліна                            | Місце |
| ----------- | ------------------------------------- | ----- |
| Москва 1980 | плавання на 400 метрів вільним стилем | 2     |
| Москва 1980 | 400 метрів, комплексне плавання       | 1     |